# Gernrode (Eichsfeld)
Gernrode település Németországban, azon belül Türingiában. Lakosainak száma 1480 fő (2023. december 31.).

## Népesség
A település népességének változása:
| Lakosok száma | 1500 | 1489 | 1476 | 1484 | 1480 |
|               | 2017 | 2019 | 2021 | 2022 | 2023 |